# Ardmore (Tennessee)
Ardmore è un comune degli Stati Uniti d'America, situato nello Stato del Tennessee, diviso tra la Contea di Giles e la Contea di Lincoln.